# Buchnera bragaana
Buchnera bragaana là loài thực vật có hoa thuộc họ Cỏ chổi. Loài này được Engl. mô tả khoa học đầu tiên năm 1895.